# جورج هارون
جورج هارون (بالإيطالية: George Aaron)‏ هو مغني إيطالي، ولد في 20 سبتمبر 1963 في فيتشنزا في إيطاليا.